# Mariano Peset Aleixandre
Mariano Peset Aleixandre   (Godella, 1896 - València, 1968) va ser un arquitecte valencià, germà de Joan Baptista Peset i Aleixandre.

## Biografia
Va nàixer en 1896 a Godella, en el si d'una família dedicada des del segle xvii a la medicina. Començà els seus estudis d'arquitectura a la ciutat de Madrid (durant el curs 1913-1914) on coincideix amb el seu cosí, el poeta Aleixandre. Continua els estudis a l'Escola d'Arquitectura de Barcelona, és ací on es titula l'any 1923. Després ocupà els càrrecs d'arquitecte municipal de pobles propers a València, com ara Godella, Carlet i Torís entra altres, també actuà com a tècnic d'algunes séquies i comunitats de regants.
Els seus primers projectes no mostren l'eclecticisme propi de la seua generació, que progressivament anirà impregnant-se d'una iconografia pròxima a l'art déco. Açò apareix en edificis com el Chulià (carrer Maties Perelló, 1928) o el Berenguer (carrer Bailén 1933), els dos amb un gust decoratiu francés; al contrari que passa amb el Mercat de Carlet de l'any 1934 o en el seu disseny per a la decoració del teatre-circ de Requena (1936, no realitzat), on es fa evident el nou repertori estilitzat, geomètric i elementarista del déco.
Aquesta aproximació al "gust modern" és mostra en altres edificacions, alguns exemples són els projectats per al carrer Túria: edificis Bergà nº34 (1935), Tormo nº 35, Izquierdo nº 47 i 67, aquestos dos últims més posteriors i fets en un racionalisme simplificat i sense decoració aplicada. Els seus edificis Peset al carrer Ciril Amorós 88 i 90 de 1935 o el Monllor al carrer Túria nº50 de 1940 tenen com a característiques unes volades corbes, dominades per la profusió de motllures i impostes horitzontals. De tota manera són edificis executats com a peces de l'Eixample, amb celoberts d'insuficients condicions de salubritat, fent evident el distanciament dels postulats higienistes dels primers CIAM.
Peset participa en el concurs per a la Sociedad Mercantil Hijos de José Legoburgo a Albacete del 1935, el projecte està marcat pels sortints curvilinis i la continuïtat horitzontal, acostant-se a les obres expressionistes dels arquitectes alemanys, difoses gràcies a les revistes. Més pròxim al vocabulari modern serà el conjunt d'habitatges per a mestres de Montcada, resoltes amb unes elementals peces apariades-, i sobretot en projectes públics, com les Escoles Graduades de Torís (col·laboració amb Julio Bellot, 1935-1946); i com les homòlogues escoles de Carlet (1937). En aquests edificis es refermen amb més contundència els llenguatges i procediments de l'avantguarda. Col·labora també am Rafael Bergamín en la direcció de les obres del Sanatori de la Malva-rosa (1933).
El seu principal treball fou la nova Facultat de Ciències al Passeig de València al Mar, actual Avinguda Blasco Ibañez. Li l'encarregà el seu germà, Joan Peset, aleshores rector de la Universitat de València. L'edifici es projecta el 1933 i s'inaugura el 1944, és un edifici on destaca la seua torre, responent a la situació en cantó amb dos cossos units per un sector circular, on sitúa l'escala imperial. A les façanes s'hi veu una amalgama de llenguatges, oscil·lant entre un classicisme simplificat i una refinada juxtaposició de volums, hereva de la Sezession i dels escalonaments de la Wiener Werkstätte.
La guerra civil, amb les implicacions polítiques del seu germà (president d'Acció Republicana i més tard assassinat) significà la pèrdua d'amistats i encàrrecs. Després de recuperar-se d'una llarga malaltia, reprendrà la seua activitat, acabant la Facultat de Ciències. Però el règim sortit del conflicte suposa l'abandó del llenguatge modern per un més castís i folklòric. Mariano Peset Aleixandre mor l'any 1968.